# Liste des œuvres d'art de Barentin
 (mars 2021).
Pour un article plus général, voir Liste des œuvres d'art de la Seine-Maritime.
Cet article recense les œuvres d'art dans l'espace public de Barentin, en France.

## Liste
Les œuvres sont classées par ordre chronologique d'installation, dans la mesure des informations disponibles.

### Sculptures
| Œuvre                                      | Auteur                                         | Localisation | Notes | Installation | Coordonnées                      | Illustration               |
| ------------------------------------------ | ---------------------------------------------- | --- | --- | ------------ | -------------------------------- | -------------------------- |
| Statue de la Liberté,                      | Copie d'après Auguste Bartholdi                | Sur le rond-point du carrefour de la Liberté | | À déterminer | 49° 32′ 06″ nord, 0° 57′ 51″ est | Statue de la Liberté       |
| Buste d'Auguste Badin,                     | Eugène Bénet                                   | Dans le square Auguste Badin | Représente Auguste Badin. | À déterminer | 49° 32′ 33″ nord, 0° 56′ 48″ est | Buste d'Auguste Badin      |
| Saint Georges terrassant le dragon,        | Emmanuel Frémiet                               | Dans le jardin Saint-Georges, à l'intersection de la rue de l'abbé Cochet et de la rue Victor Hugo (RD 143B)                                                            | Représente Georges de Lydda. | 1958         | 49° 32′ 49″ nord, 0° 57′ 10″ est | Image manquante            |
| Statue de l'Éveil humain,                  | Georges Bareau                                 | Intersection de la rue des Martyrs de la Résistance (RD 143) et de la rue Paul Vaillant-Couturier                                                                       | Également appelée Le Réveil de l'Humanité. Érigée en 1907 au musée du Luxembourg. | 1955         | 49° 32′ 38″ nord, 0° 56′ 55″ est | Image manquante            |
| Statue de Taureau bondissant,              | Alfred Janniot                                 | Dans le square Franklin Roosevelt | | 1950         | 49° 32′ 34″ nord, 0° 57′ 10″ est | Image manquante            |
| Statue de Porteuse d'amphore,              | Marcel Bouraine                                | Devant le théâtre Montdory, à l'intersection de la rue du général Giraud et de la rue Jacques Offenbach                                                                 | Également appelée Femme à l'urne. | 1937         | 49° 32′ 43″ nord, 0° 57′ 09″ est | Image manquante            |
| Statue de Lucien Bunel,                    | Henri Bouchard                                 | Sur la place du Révérend-Père Bunel | Représente Jacques de Jésus. | 1948         | 49° 32′ 48″ nord, 0° 57′ 09″ est | Image manquante            |
| Statue de Jeanne d'Arc à l'étendard,       | Antoine Bourdelle                              | Intersection du cours Jeanne d'Arc et de la rue Jacques Offenbach | Également appelée Jeanne d'Arc au sacre. | 1910         | 49° 32′ 41″ nord, 0° 57′ 11″ est | Image manquante            |
| Statue de Gustave Flaubert,                | Copie d'après Léopold Bernstamm                | Intersection de l'avenue Victor Hugo (RD 143B) et de l'avenue de la Porte Océane (RD 6015)                                                                              | Représente Gustave Flaubert. | 1951         | 49° 32′ 53″ nord, 0° 57′ 15″ est | Image manquante            |
| Statue d'André Marie,                      | Michel Beck                                    | Devant le collège André Marie, au 351 boulevard de Normandie | Représente André Marie. | 1986         | 49° 32′ 24″ nord, 0° 57′ 54″ est | Image manquante            |
| Statue d'Antoine Bourdelle,                | Daniel-Joseph Bacqué                           | Au bord du rond-point, à l'intersection de la rue Antoine Bourdelle et de la rue du docteur Gaston Hideux                                                               | Représente Antoine Bourdelle. | 1939         | 49° 32′ 34″ nord, 0° 57′ 06″ est | Image manquante            |
| Statue du commandant Émile Duboc,          | Henri Lagriffoul                               | Sur la place du commandant Duboc | Représente Émile Duboc. | 1952         | 49° 32′ 38″ nord, 0° 57′ 05″ est | Image manquante            |
| Statue de Joseph Locke,                    | Copie d'après Carlo Marochetti par Louis Duhec | Intersection de la rue Jean Jaurès (RD 142) et de la rue du général Sarrail                                                                                             | Représente Joseph Locke. | 1951         | 49° 32′ 54″ nord, 0° 57′ 20″ est | Image manquante            |
| Statue de Lion,                            | Eugène Bénet                                   | Dans le square Franklin Roosevelt | | 1956         | 49° 32′ 32″ nord, 0° 57′ 08″ est | Image manquante            |
| Le Coq,                                    | Josette Hébert-Coëffin                         | Au bord du rond-point à l'intersection de la rue Pierre et Marie Curie (RD 67) et de l'avenue Aristide Briand (RD 6015)                                                 | | À déterminer | 49° 32′ 12″ nord, 0° 57′ 40″ est | Image manquante            |
| Statue de l'Athlète au repos,              | Louis Dejean                                   | Près de la salle Pierre de Coubertin, au 13 rue Jean Jaurès (RD 142) | Érigée à l'entrée du stade Georges-Badin en 1952. | À déterminer | 49° 32′ 46″ nord, 0° 57′ 17″ est | Image manquante            |
| Statue de Cérès,                           | André Bizette-Lindet                           | Avenue André Maurois (RD 142) | Représente Cérès. | 1955         | 49° 33′ 15″ nord, 0° 57′ 11″ est | Image manquante            |
| Rythme,                                    | Anna Quinquaud                                 | Sur la place de la Libération | | 1962         | 49° 32′ 45″ nord, 0° 57′ 11″ est | Image manquante            |
| Buste de Vincent Auriol,                   | Marcel Gimond                                  | Intersection de la rue de Warendorf et de l'avenue Vincent Auriol | Représente Vincent Auriol. | À déterminer | 49° 33′ 17″ nord, 0° 56′ 13″ est | Image manquante            |
| Buste d'Hector Malot,                      | Copie d'après Henri Chapu par Louis Duhec      | Intersection de l'avenue Victor Hugo (RD 143B) et de l'avenue de la rue Hector Malot                                                                                    | Représente Hector Malot. | 1953         | 49° 32′ 53″ nord, 0° 57′ 13″ est | Image manquante            |
| Buste de l'abbé Jean Benoît Désiré Cochet, | Henri-Frédéric Iselin                          | Intersection de la rue de la République (RD 143) et de l'avenue François Adrien Boieldieu (RD 104)                                                                      | Représente Jean Benoît Désiré Cochet. | 1951         | 49° 32′ 46″ nord, 0° 57′ 07″ est | Image manquante            |
| Buste de Louis Ricard,                     | Josette Hébert-Coëffin                         | Rue du général Giraud | Représente Louis Ricard. | 1957         | 49° 32′ 39″ nord, 0° 57′ 01″ est | Image manquante            |
| Buste de Madeleine Vernet,                 | Paul Niclausse                                 | Intersection de la rue Madeleine Vernet et de la rue Eugène Brieux | Représente Madeleine Vernet. | 1956         | 49° 32′ 41″ nord, 0° 57′ 09″ est | Image manquante            |
| Buste de Thomas Corneille,                 | Jean-Jacques Caffieri                          | Rue Thomas Corneille | Représente Thomas Corneille. | À déterminer | 49° 32′ 38″ nord, 0° 57′ 03″ est | Image manquante            |
| Statue de la ville de Barentin,            | Madeleine Béat                                 | Au bord du rond-point Simone Veil, à l'intersection de la rue Alexandre Dumas et de l'avenue de la Porte Océane (RD 6015)                                               | | 1952         | 49° 32′ 09″ nord, 0° 57′ 43″ est | Image manquante            |
| Statue d'Odalisque,                        | Félix Benneteau                                | Intersection de la rue du général Giraud et de la rue de la Heuzé | | À déterminer | 49° 32′ 38″ nord, 0° 56′ 57″ est | Image manquante            |
| Statue de Sainte Austreberthe,             | Edmond Moirignot                               | À côté du pont Nicolas Coustou, Rue Louis Leseigneur (RD 143B) | Représente Austreberthe de Pavilly. | À déterminer | 49° 32′ 42″ nord, 0° 57′ 14″ est | Image manquante            |
| Statue d'Hébé,                             | Agathon Léonard                                | Rue Jean Jaurès | Représente Hébé. | 1967         | à géolocaliser                   | Image manquante            |
| Statue de Louis Pasteur,                   | Henri Martinet                                 | Sur la place Pasteur | Représente Louis Pasteur. | 1954         | à géolocaliser                   | Image manquante            |
| Les Lutteurs,                              | Auguste Ottin                                  | À déterminer | Également appelée La Lutte moderne ou Le coup de hanche. Érigé en 1869 au jardin du Luxembourg. | 1966         | à géolocaliser                   | Image manquante            |
| Statue de Femme assise,                    | Marcel Bouraine                                | À gauche de l'entrée du lycée professionnel Auguste Bartholdi, avenue Aristide Briand (RD 143B)                                                                         | | 1937         | 49° 32′ 30″ nord, 0° 57′ 25″ est | Image manquante            |
| Statue de Femme assise                     | Ary Bitter                                     | À droite de l'entrée du lycée professionnel Auguste Bartholdi, avenue Aristide Briand (RD 143B)                                                                         | | 1937         | 49° 32′ 30″ nord, 0° 57′ 25″ est | Image manquante            |
| Statue de Nausicaa                         | Albert Poncin                                  | Lycée professionnel Auguste Bartholdi, avenue Aristide Briand (RD 143B)                                                                                                 | Représente Nausicaa. | À déterminer | 49° 32′ 31″ nord, 0° 57′ 26″ est | Image manquante            |
| Statue de femme à la stèle                 | Léon-Ernest Drivier                            | Intersection de l'avenue Aristide Briand (RD 143B) et de la rue Édouard Branly                                                                                          | | 1953         | 49° 32′ 27″ nord, 0° 57′ 24″ est | Image manquante            |
| Statue de la Muse de Thomas Corneille      | Paul Belmondo                                  | À l'entrée du Lycée Thomas Corneille, avenue André Maurois (RD 142) | | 1970         | 49° 33′ 20″ nord, 0° 57′ 12″ est | Image manquante            |
| Statue de Vesta                            | À déterminer                                   | Près du collège Catherine Bernard, au 65 avenue André Maurois (RD 142)                                                                                                  | Représente Vesta. | À déterminer | 49° 33′ 13″ nord, 0° 57′ 11″ est | Image manquante            |
| Statue de Neptune                          | À déterminer                                   | En face du collège Catherine Bernard, au 65 avenue André Maurois (RD 142)                                                                                               | Représente Neptune. | À déterminer | 49° 33′ 12″ nord, 0° 57′ 11″ est | Image manquante            |
| Statue de Jeune fille se coiffant          | Albert Bartholomé                              | Près du collège Catherine Bernard, au 65 avenue André Maurois (RD 142)                                                                                                  | | À déterminer | 49° 33′ 11″ nord, 0° 57′ 11″ est | Image manquante            |
| Caducée de Jean Cocteau                    | Daniel Tricart                                 | Sur la façade latérale d'un immeuble avenue André Maurois (RD 142) | | 1970         | 49° 33′ 09″ nord, 0° 57′ 11″ est | Image manquante            |
| Buste du professeur Alain                  | Henri Navarre                                  | Au bord du rond-point, à l'intersection de la rue Jean Jaurès (RD 142) et de la rue du professeur Alain                                                                 | Représente Alain. | À déterminer | 49° 33′ 07″ nord, 0° 57′ 13″ est | Image manquante            |
| Hommage aux bateliers, mariniers, forains  | Pierre Bouret                                  | Sur la façade latérale du Greta, avenue Aristide Briand (RD 6015) | | 1962         | 49° 32′ 16″ nord, 0° 57′ 32″ est | Image manquante            |
| Statue de Chef africain                    | Copie d'après Henri Legendre                   | Avenue Aristide Briand (RD 6015) | | 2004         | 49° 32′ 16″ nord, 0° 57′ 33″ est | Image manquante            |
| Médaillon de Neil Armstrong                | Daniel Tricart                                 | Sur la façade de la salle des sports Neil Armstrong, avenue Aristide Briand (RD 6015)                                                                                   | Représente Neil Armstrong. | 1971         | 49° 32′ 14″ nord, 0° 57′ 35″ est | Image manquante            |
| Médaillon d'Alphonse Karr                  | Antoine Étex                                   | Devant la gare, 95-97 avenue de la Porte Océane (RD 6015) | Représente Alphonse Karr. | 1952         | 49° 32′ 57″ nord, 0° 57′ 13″ est | Médaillon d'Alphonse Karr  |
| Médaillon de Raoul Dautry                  | À déterminer                                   | Sur la façade de la gare, au 95-97 avenue de la Porte Océane (RD 6015)                                                                                                  | Représente Raoul Dautry. | À déterminer | 49° 32′ 57″ nord, 0° 57′ 12″ est | Médaillon de Raoul Dautry  |
| Bas-relief de Saint Martin                 | À déterminer                                   | Au-dessus de la porte Nord de l'église Saint-Martin, place du Révérend-Père Bunel                                                                                       | Représente Martin de Tours. | À déterminer | 49° 32′ 47″ nord, 0° 57′ 07″ est | Bas-relief de Saint Martin |
| Statues de Saint Bont                      | Anne-Marie Roux-Colas                          | À gauche du porche principal de l'église Saint-Martin, place du Révérend-Père Bunel                                                                                     | | 1951         | à géolocaliser                   | Image manquante            |
| Statues du bienheureux Jacques d'Ulm       | Anne-Marie Roux-Colas                          | À droite du porche principal de l'église Saint-Martin, place du Révérend-Père Bunel                                                                                     | Représente Jacques d'Ulm. | 1951         | à géolocaliser                   | Image manquante            |
| Bataille de fleurs                         | Raphaël Charles Peyre                          | Intersection de la rue Théodore Géricault et de la rue Claude Monet | | 1955         | 49° 33′ 08″ nord, 0° 57′ 31″ est | Image manquante            |
| Buste de Louis Leseigneur                  | Lucien Brasseur                                | Intersection de l'avenue Aristide Briand (RD 143B) et de la rue Pierre et Marie Curie (RD 67)                                                                           | | 1962         | 49° 32′ 37″ nord, 0° 57′ 19″ est | Image manquante            |
| Buste de Pierre Corneille                  | Jean-Jacques Caffieri                          | Sur la façade de l'école Pierre Corneille-Madame de Sévigné, au 72 square Auguste Badin                                                                                 | Représente Pierre Corneille. | À déterminer | 49° 32′ 33″ nord, 0° 56′ 49″ est | Buste de Pierre Corneille  |
| Buste de Madame de Sévigné                 | Philippe Robin                                 | Sur la façade de l'école Pierre Corneille-Madame de Sévigné, au 72 square Auguste Badin                                                                                 | Représente Madame de Sévigné. | À déterminer | 49° 32′ 32″ nord, 0° 56′ 48″ est | Image manquante            |
| Buste du docteur François Merry Delabost   | Alphonse Guilloux                              | Intersection de la rue du docteur Merry Delabost et de la rue du général Giraud                                                                                         | Représente François Merry Delabost. | À déterminer | 49° 32′ 40″ nord, 0° 57′ 04″ est | Image manquante            |
| Statue de Saint Pierre                     | À déterminer                                   | Au dessus de l'entrée de l'auberge du Grand Saint-Pierre, au 19 avenue Victor Hugo (RD 143B)                                                                            | Représente l'apôtre Pierre. | 1966         | 49° 32′ 50″ nord, 0° 57′ 18″ est | Image manquante            |
| Statue de l'automne                        | Jean-Marc de Pas                               | Devant la Maison citoyenne, à l'intersection de la rue de l'ingénieur Locke et de la rue Émile Zola                                                                     | | 2009         | 49° 32′ 50″ nord, 0° 57′ 28″ est | Image manquante            |
| Statue de l'été                            | Jean-Marc de Pas                               | Devant la Maison citoyenne, à l'intersection de la rue de l'ingénieur Locke et de la rue Émile Zola                                                                     | | 2009         | 49° 32′ 50″ nord, 0° 57′ 27″ est | Image manquante            |
| Statue du printemps                        | Jean-Marc de Pas                               | Devant la Maison citoyenne, à l'intersection de la rue de l'ingénieur Locke et de la rue Émile Zola                                                                     | | 2009         | 49° 32′ 51″ nord, 0° 57′ 27″ est | Image manquante            |
| Statue de l'hiver                          | Jean-Marc de Pas                               | Devant la Maison citoyenne, à l'intersection de la rue de l'ingénieur Locke et de la rue Émile Zola                                                                     | | 2009         | 49° 32′ 51″ nord, 0° 57′ 27″ est | Image manquante            |
| Buste d'Édouard Herriot                    | Alexandre Descatoire                           | Dans une niche sur la façade du centre communal d'action sociale, à l'intersection de la rue François Mitterrand et du cours d'Austreberthe, au 8 cours Édouard Herriot | Représente Édouard Herriot. | À déterminer | 49° 32′ 39″ nord, 0° 57′ 10″ est | Image manquante            |
| Buste d'Édouard Herriot                    | Alexandre Descatoire                           | À l'entrée du square Édouard Herriot, rue du commandant Émile Duboc | Représente Édouard Herriot. | À déterminer | 49° 32′ 38″ nord, 0° 57′ 09″ est | Image manquante            |
| Statue de la Bienvenue                     | Georges Saupique                               | Intersection de la RD 104 et de la RD 143 (rue de la République et rue des Martyrs de la Résistance)                                                                    | | 1953         | 49° 32′ 45″ nord, 0° 57′ 07″ est | Image manquante            |
| Médaillon du général Henri Giraud          | Josette Hébert-Coëffin                         | Intersection de la rue du général Giraud et de la rue Madeleine Vernet, dans le porche sous l'immeuble                                                                  | Représente Henri Giraud. | 1954         | 49° 32′ 42″ nord, 0° 57′ 08″ est | Image manquante            |
| Statue de la Tragédie                      | Edmond Desca                                   | Intersection de la rue Louis Leseigneur et de la rue Paul Painlevé | | À déterminer | 49° 32′ 38″ nord, 0° 57′ 18″ est | Image manquante            |
| Statue de l'enfant au dauphin              | Louis Dideron                                  | Devant la salle Léo Lagrange, rue Madeleine Vernet | | 1973         | 49° 32′ 44″ nord, 0° 57′ 06″ est | Image manquante            |
| Buste d'Anna de Noailles                   | Andrée Rostand                                 | Sur la façade de l'école Anatole France - Anna de Noailles, rue Francis Yard                                                                                            | Représente Anna de Noailles. | À déterminer | 49° 32′ 43″ nord, 0° 57′ 20″ est | Image manquante            |
| Statue de Femme assise                     | Hubert Yencesse                                | Intersection de la rue Thomas Corneille et de la rue du général Giraud                                                                                                  | | À déterminer | 49° 32′ 39″ nord, 0° 57′ 01″ est | Image manquante            |
| Statue de la porteuse d'eau                | Marcel Renard                                  | Dans le square Édouard Herriot | | 1954         | 49° 32′ 36″ nord, 0° 57′ 05″ est | Image manquante            |
| Buste de Bertrand du Guesclin              | Jean Boucher                                   | Intersection de la rue Alphonse Allais et de la rue Frédéric Bérat | Représente Bertrand du Guesclin. Issu de la statue L'Union de la Bretagne et de la France, érigée en 1911 dans la niche centrale de la façade de l'hôtel de ville de Rennes. Elle est détruite par l'attentat du 7 août 1932 perpétré par le Gwenn ha Du. | 1952         | 49° 32′ 25″ nord, 0° 56′ 39″ est | Image manquante            |
| Buste d'Anne de Bretagne                   | Jean Boucher                                   | Rue du 31 août 1944 | Représente Anne de Bretagne. Issu de la statue L'Union de la Bretagne et de la France, érigée en 1911 dans la niche centrale de la façade de l'hôtel de ville de Rennes. Elle est détruite par l'attentat du 7 août 1932 perpétré par le Gwenn ha Du.     | 1952         | à géolocaliser                   | Image manquante            |
| Buste de Charles VIII                      | Jean Boucher                                   | Intersection de la rue René Fauchois et de la rue Alphonse Allais | Représente Charles VIII. Issu de la statue L'Union de la Bretagne et de la France, érigée en 1911 dans la niche centrale de la façade de l'hôtel de ville de Rennes. Elle est détruite par l'attentat du 7 août 1932 perpétré par le Gwenn ha Du.         | 1952         | 49° 32′ 29″ nord, 0° 56′ 40″ est | Image manquante            |
| Buste de Rennaise                          | Jean Boucher                                   | Intersection de la rue René Fauchois et de la rue Robert Planquette | Issu de la statue L'Union de la Bretagne et de la France, érigée en 1911 dans la niche centrale de la façade de l'hôtel de ville de Rennes. Elle est détruite par l'attentat du 7 août 1932 perpétré par le Gwenn ha Du.                                  | 1952         | 49° 32′ 22″ nord, 0° 56′ 32″ est | Image manquante            |
| Buste de Breton                            | Jean Boucher                                   | Intersection de la rue Alphonse Allais, de la rue Madeleine et de la rue Casimir Delavigne                                                                              | Issu de la statue L'Union de la Bretagne et de la France, érigée en 1911 dans la niche centrale de la façade de l'hôtel de ville de Rennes. Elle est détruite par l'attentat du 7 août 1932 perpétré par le Gwenn ha Du.                                  | 1952         | 49° 32′ 27″ nord, 0° 56′ 40″ est | Image manquante            |
| Buste de marin                             | Jean Boucher                                   | Intersection de la rue du général Henri Graham Crérar, de la rue René Fauchois et de la rue du 31 août 1944                                                             | Issu de la statue L'Union de la Bretagne et de la France, érigée en 1911 dans la niche centrale de la façade de l'hôtel de ville de Rennes. Elle est détruite par l'attentat du 7 août 1932 perpétré par le Gwenn ha Du.                                  | 1952         | 49° 32′ 22″ nord, 0° 56′ 28″ est | Image manquante            |
| Buste de Gaulois                           | Jean Boucher                                   | Intersection de la rue Paul Vaillant-Couturier et de la rue Jean Revel                                                                                                  | Issu de la statue L'Union de la Bretagne et de la France, érigée en 1911 dans la niche centrale de la façade de l'hôtel de ville de Rennes. Elle est détruite par l'attentat du 7 août 1932 perpétré par le Gwenn ha Du.                                  | 1952         | 49° 32′ 34″ nord, 0° 56′ 42″ est | Image manquante            |
| Buste de Georges Cuvier                    | À déterminer                                   | Intersection de la rue Georges Cuvier et de la rue Jean Baptiste Lamarck                                                                                                | Représente Georges Cuvier. | À déterminer | 49° 32′ 21″ nord, 0° 57′ 20″ est | Image manquante            |
| Buste de Marie Curie                       | Copie d'après Albert Chartier                  | Intersection de la rue Pierre et Marie Curie (RD 67) et de la rue du docteur Gaston Hideux                                                                              | Représente Marie Curie. | À déterminer | 49° 32′ 27″ nord, 0° 57′ 11″ est | Image manquante            |
| Buste d'Émile Roux                         | Copie d'après René Pajot par Louis Duhec       | Intersection de la rue Pierre et Marie Curie (RD 67) et de la rue du professeur Pierre Émile Roux                                                                       | Représente Émile Roux. | 1937         | 49° 32′ 32″ nord, 0° 57′ 17″ est | Image manquante            |
| Buste du pape Clément VI                   | Copie d'après Jean-Pierre Gras                 | Intersection de la rue Saint-Hélier (RD 67) et de la route des Fresquiennes (RD 104)                                                                                    | Représente Clément VI. | 1955         | 49° 32′ 45″ nord, 0° 57′ 31″ est | Image manquante            |
| Buste de Georges Heuillard                 | Paul Landowski                                 | Intersection de la rue Georges Heuillard et de la rue Théodore Géricault                                                                                                | Représente Georges Heuillard. | 1969         | 49° 33′ 03″ nord, 0° 57′ 31″ est | Image manquante            |
| Buste de Jules Ferry                       | Copie d'après Denys Puech par Louis Duhec      | Intersection de la rue Jules Ferry (RD 67) et de la rue Eugène Boudin                                                                                                   | Représente Jules Ferry. | 1952         | 49° 33′ 16″ nord, 0° 57′ 21″ est | Image manquante            |
| Médaillon de Pierre de Coubertin           | Jean Joachim                                   | À l'entrée de la salle Pierre de Coubertin, au 13 rue Jean Jaurès (RD 142)                                                                                              | Représente Pierre de Coubertin. | 1967         | 49° 32′ 46″ nord, 0° 57′ 16″ est | Image manquante            |
| Potiche sculptée                           | À déterminer                                   | Avenue Victor Hugo (RD 143B) | | À déterminer | 49° 32′ 48″ nord, 0° 57′ 10″ est | Potiche sculptée           |
| Statue de d'Artagnan                       | Louis André Tauziède                           | Rue de Verdun | Représente d'Artagnan. | 1982         | 49° 32′ 00″ nord, 0° 57′ 38″ est | Image manquante            |
| Médaillon de Raymond Subes et Ruban        | Paul Belmondo et Raymond Subes                 | Intersection du cours Raymond Subes, de l'avenue Vincent Auriol et du cours Edmond Heuzé                                                                                | Représente Raymond Subes. | À déterminer | 49° 33′ 24″ nord, 0° 56′ 04″ est | Image manquante            |
| Médaillon de Maurice Chevalier             | R. Lorenzi                                     | Sur la façade du 2 rue Maurice Chevalier | Représente Maurice Chevalier. | À déterminer | 49° 31′ 56″ nord, 0° 57′ 20″ est | Image manquante            |
| Statue de Sainte Barbe                     | Antoine Bourdelle                              | Rue Antoine Bourdelle | Représente Barbe d'Héliopolis. | À déterminer | 49° 32′ 34″ nord, 0° 57′ 04″ est | Image manquante            |
| Buste d'Albert Glatigny                    | Alphonse Guilloux                              | Rue Albert Glatigny | Représente Albert Glatigny. | À déterminer | à géolocaliser                   | Image manquante            |
| Statue de Femme au bouc                    | Joé Descomps-Cormier                           | Avenue François Adrien Boieldieu (RD 104) | | 1967         | à géolocaliser                   | Image manquante            |
| Statue de Suzanne Lenglen                  | Firmin Michelet                                | Avenue François Adrien Boieldieu (RD 104) | Représente Suzanne Lenglen. Également appelée La joueuse de tennis. | 1952         | à géolocaliser                   | Image manquante            |
| Statue de Saint Christophe                 | Jean Pryas                                     | RD 6015 | Représente Christophe de Lycie. | 1959         | à géolocaliser                   | Image manquante            |
| Statue de Jeune fille à la gerbe           | Paul Simon                                     | Rue du docteur Laënnec | | 1967         | à géolocaliser                   | Image manquante            |
| Figure de proue                            | Le Viking                                      | Allée Paul Belmondo | | 2002         | à géolocaliser                   | Image manquante            |
| Buste de Bernard Le Bouyer de Fontenelle   | Copie d'après Jean-Baptiste Lemoyne            | Devant l'école La Champmesle Fontenelle, rue Guillaume Lalizel | Représente Bernard Le Bouyer de Fontenelle. | À déterminer | à géolocaliser                   | Image manquante            |
| Statue de Femme à l'amphore                | Paul Cornet                                    | Rue Jules Ferry (RD 67) | | 1939         | à géolocaliser                   | Image manquante            |
| Buste de Paul Niclausse                    | Henri-Marius Petit                             | Rue Paul Niclausse | Représente Paul Niclausse. | 1952         | 49° 32′ 55″ nord, 0° 57′ 08″ est | Image manquante            |
| Médaillon de Louis-Hyacinthe Bouilhet      | Paul Niclausse                                 | Sur la façade latérale du bâtiment à l'intersection de la rue Paul Niclausse et de la rue Gustave Flaubert                                                              | Représente Louis-Hyacinthe Bouilhet. | À déterminer | 49° 32′ 55″ nord, 0° 57′ 09″ est | Image manquante            |
| Statue de la Douleur                       | Copie d'après Albert Bartholomé                | Dans le cimetière, rue Paul Niclausse | Également appelée Le Désespoir. | 1958         | 49° 32′ 56″ nord, 0° 57′ 01″ est | Image manquante            |
| Statue d'aigle                             | Gaston Le Bourgeois                            | Dans le square Franklin Roosevelt | | 1956         | 49° 32′ 32″ nord, 0° 57′ 10″ est | Image manquante            |
| Statue de deux singes                      | Jacques Reboul                                 | Dans le square Franklin Roosevelt | | 1953         | à géolocaliser                   | Image manquante            |
| Statue d'éléphant                          | À déterminer                                   | Dans le square Franklin Roosevelt | | À déterminer | à géolocaliser                   | Image manquante            |
| Statue de crocodile                        | Yves de Coëtlogon                              | Dans le square Franklin Roosevelt | | 1955         | à géolocaliser                   | Image manquante            |
| Statue de puma                             | Georges Hilbert                                | Dans le square Franklin Roosevelt | | 1952         | à géolocaliser                   | Image manquante            |
| Statue de grand duc                        | Josette Hébert-Coëffin                         | Dans le square Franklin Roosevelt | | 1951         | à géolocaliser                   | Image manquante            |
| Buste d'André Marie                        | À déterminer                                   | À déterminer | Représente André Marie. | À déterminer | à géolocaliser                   | Image manquante            |

### Monument aux morts
| Œuvre               | Auteur          | Localisation                                                               | Notes | Installation | Coordonnées                      | Illustration       |
| ------------------- | --------------- | -------------------------------------------------------------------------- | ----- | ------------ | -------------------------------- | ------------------ |
| Monument aux morts, | Robert Delandre | Intersection de la rue de l'abbé Cochet et de la rue Victor Hugo (RD 143B) |       | 1922         | 49° 32′ 48″ nord, 0° 57′ 08″ est | Monument aux morts |

### Fontaines
| Œuvre              | Auteur            | Localisation                                                                                                 | Notes | Installation | Coordonnées                      | Illustration    |
| ------------------ | ----------------- | --- | ----- | ------------ | -------------------------------- | --------------- |
| Fontaine aux lions | À déterminer      | Cours Jeanne d'Arc                                                                                           |       | À déterminer | 49° 32′ 40″ nord, 0° 57′ 09″ est | Image manquante |
| Fontaine           | Guillaume Coustou | Sur la place de la Libération                                                                                |       | À déterminer | 49° 32′ 45″ nord, 0° 57′ 10″ est | Image manquante |
| Fontaine           | À déterminer      | Rue Jean-Baptiste Lamarck                                                                                    |       | À déterminer | 49° 32′ 21″ nord, 0° 57′ 26″ est | Image manquante |
| Le Puits           | À déterminer      | Dans le jardin Saint-Georges, à l'intersection de la rue de l'abbé Cochet et de la rue Victor Hugo (RD 143B) |       | À déterminer | 49° 32′ 49″ nord, 0° 57′ 09″ est | Image manquante |

### Œuvres disparues ou retirées
| Œuvre                    | Auteur            | Localisation                  | Notes | Installation | Coordonnées    | Illustration    |
| ------------------------ | ----------------- | ----------------------------- | --- | ------------ | -------------- | --------------- |
| L'Homme qui marche (en), | Auguste Rodin     | Sur la place de la Libération | Retirée en 1999 et installée dans le foyer du théâtre. Installée dans la salle d'exposition permanente Camille Claudel en 2012. | 1949         | à géolocaliser | Image manquante |
| Buste de Pâris           | Auguste Renoir    | Parc                          | Également appelé la République. Retiré et installé[Quand ?] dans le hall du local de la police municipale.                      | À déterminer | à géolocaliser | Image manquante |
| Statue de Nu debout,     | À déterminer      | Sur la place de la Libération | Retirée[Quand ?]. | À déterminer | à géolocaliser | Image manquante |
| Buste d'Anatole France   | Antoine Bourdelle | Lycée Anatole France          | Retiré[Quand ?]. | 1919         | à géolocaliser | Image manquante |